# National Sporting Library
National Sporting Library (NSL)とはアメリカ合衆国バージニア州ミドルバーグ102 The Plains Roadにある馬やフィールドスポーツの研究所である。活動の一つとしてThoroughbred Heritageというサラブレッドや競馬に関するインターネット上で最も重要な典拠の1つであるウェブサイトの支援がある。

## 歴史
1954年にオレンジ・カウンティ・ハント会長であるサー・ジョージ・L・オールストロムとChronicle of the Horse編集者のアレクサンダー・マッケイ＝スミスが設立した。
施設の面積が15,000-平方フート (1,400 m2)のNational Sporting Libraryには馬術、雑誌、写真、映像、原稿といった希少価値のある書籍を含む17,000冊以上の書籍だけでなく、スポーツを題材にしている芸術家による200点以上の絵画、彫刻といった美術作品が収蔵されている。
1999年、ケネス・トムリンソンが会長、長官に就任。2005年9月からはナンシー・パーソンズが会長兼CEOを務めている。
また、展示されている絵画、ブロンズ像といったスポーツ関連芸術作品には元から所有している作品もあれば他の美術館が所有していた作品もある。教育目的の講演会や、作家のサイン会、映画の上映といったイベントも行われている。